# Laothoe populi
Laothoe populeti là một loài bướm đêm thuộc họ Sphingidae. Loài này có ở miền đông Thổ Nhĩ Kỳ và Armenia, qua đông bắc Iraq, the Iranian plateau và các nước cộng hoà Trung Á Turkmenistan, Uzbekistan, Tajikistan, Kyrgyzstan, Kazakhstan và tây bắc Trung Quốc.
Sải cánh dài 70–120 mm. Nó giống với Laothoe populi.
Mỗi năm loài này có thể có hai thế hệ. Con trưởng thành bay từ tháng 4 đến tháng 5 và again từ tháng 7 đến tháng 8.
Ấu trùng ăn các loài Populus và Salix.